# Sędziwój Drohiczański
Sędziwój Drohiczański herbu Nałęcz (zm. przed 1 stycznia 1588 roku) – marszałek dworu prymasa Jakuba Uchańskiego, kasztelan lubaczowski w latach 1572-1587. 
Ożenił się z Anną Strasz, z którą miał córkę Annę.
W 1575 roku podpisał elekcję Maksymiliana II Habsburga.